# Шушарка
Шуша́рка — река в Пушкинском районе Санкт-Петербурга.

## История
Название произошло от деревни Шушары — юго-западной части посёлка Ленсоветовский.

## Географические сведения
Река берёт начало в болотах вблизи Шушарского торфяника, впадает в реку Кузьминку. Её длина — более 3 000 метров.
Через Шушарку переброшен мост автодороги Россия, а недалеко от истока — железнодорожный остановочный пункт Паровозный музей.
Гидроним Шушарка отмечен на Топографической карте окрестностей Санкт-Петербурга Шуберта 1831 года, в районе дороги между Санкт-Петербургом и Москвой.
В «Перечнях водных объектов на территории Санкт-Петербурга, подлежащих региональному государственному надзору в области использования и охраны водных объектов» считается ручьём без названия и значится под кодом 1752.
В краеведческой литературе река Шушарка упоминается, например, в книге Юрия Георгиева "История Санкт-Петербурга в заново прочтённых названиях", впервые изданной в 1993 году: "Селение возникло в месте слияния Шушарки с Кузьминкой" (в контексте речь идёт о деревне Шушары).

## Флора и фауна
Рыбаками Петербурга утверждается, что "Там везде достаточно много мелкой щуки и окуня, а также есть крупный карась, за которым все в основном и ездят.".